# Olsenbanden for full musikk
Olsenbanden for full musikk; deutscher Festivaltitel: Die Olsenbande in voller Fahrt, ist der siebente Film aus der Filmreihe der Olsenbande (Norwegen). Die norwegische Kriminalkomödie ist ein Film von Knut Bohwim und eine  Neuverfilmung des dänischen Filmes Die Olsenbande sieht rot aus der Filmreihe zur Olsenbande und hatte in Norwegen am 26. Dezember 1976 seine Premiere.

## Handlung

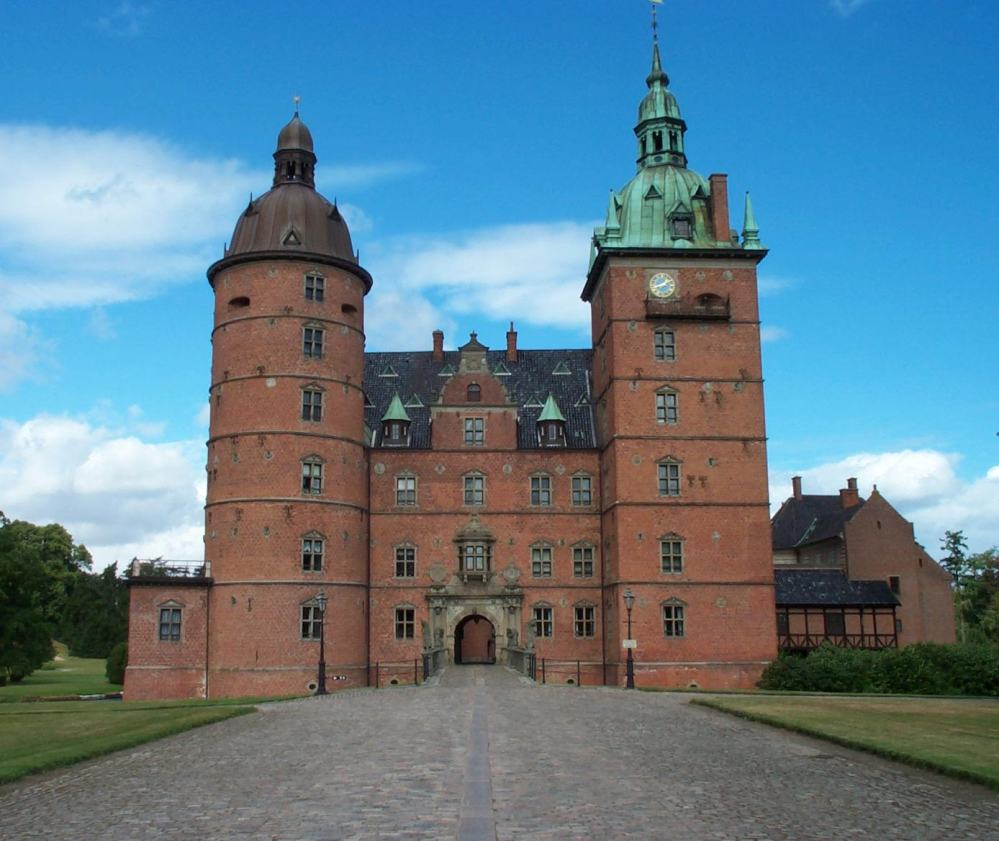
Das dänische Schloss Vallø ist hier die Außenkulisse für den Wohnsitz des Barons in der norwegischen und dänischen Variante des Olsenbandenfilms

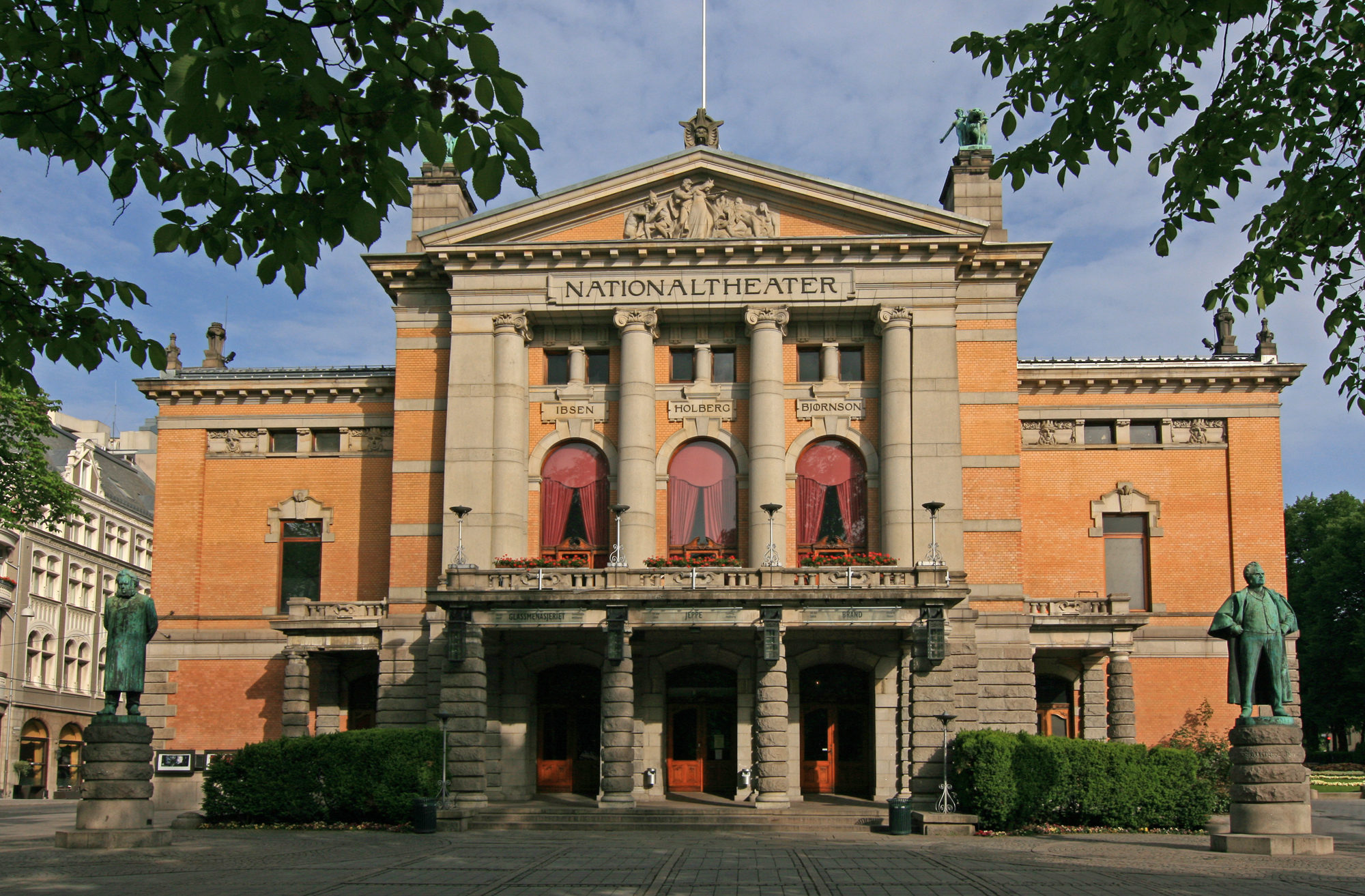
Im Nationaltheatret von Oslo zieht die Olsenbande ihren gewagten Coup durch

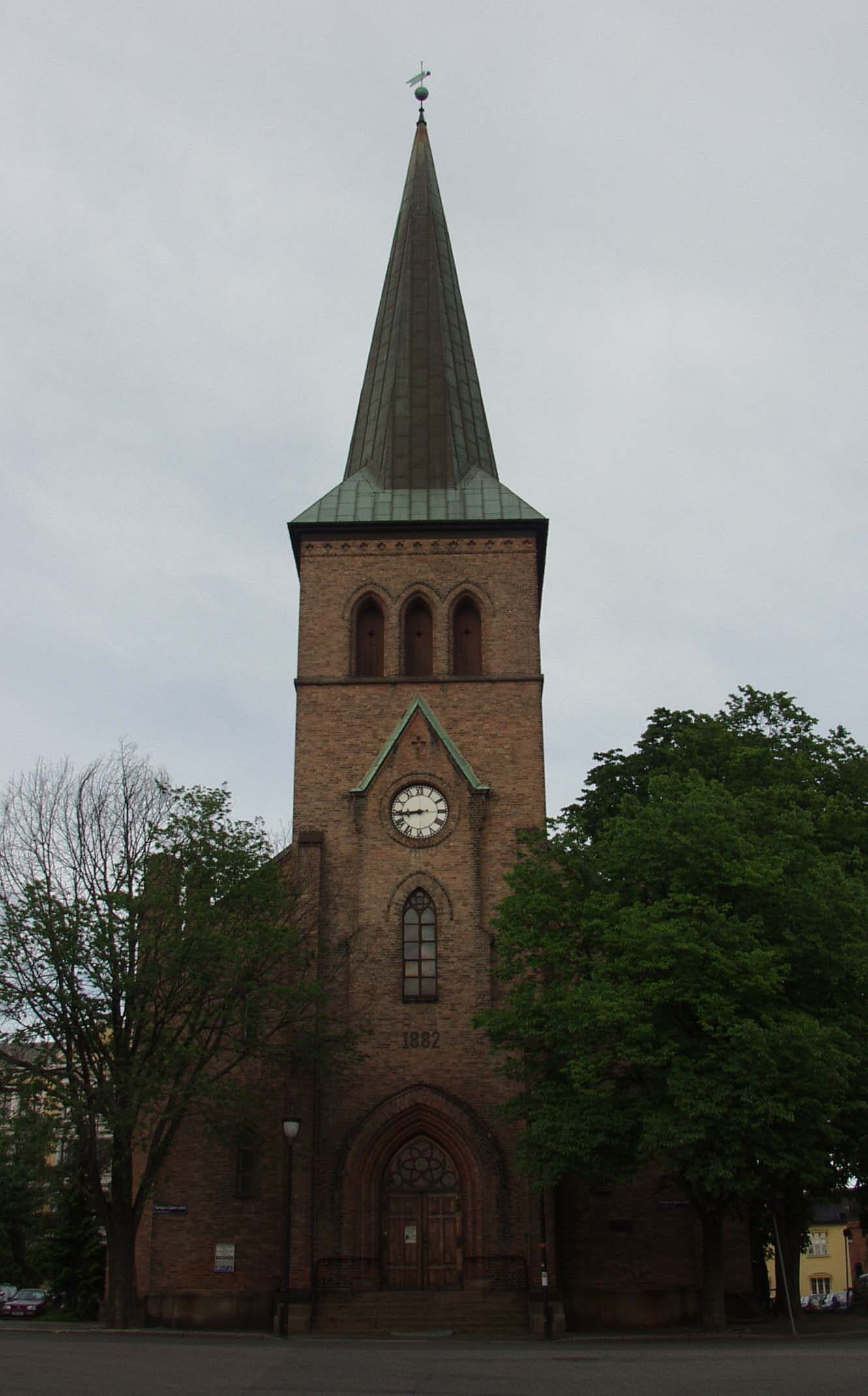
Basse und Gry heiraten in der Kirche von Kampen

Egon wird aus dem Osloer Gefängnis entlassen und von Benny und Kjell wieder abgeholt. Dabei erfährt er, dass jetzt jeder Notgroschen gebraucht wird, da Kjells Familie wieder einmal Geldsorgen hat, weil die Freundin ihres Sohns Basse schwanger ist und er sie deswegen heiraten soll. Diesmal will Egon, gemeinsam mit Benny und Kjell im Auftrag eines sogenannten Ehrenmannes, eines prominenten norwegischen Barons, arbeiten. Über seinen Zellennachbarn, einen Rechtsanwalt, hat er den Kontakt zu dem Baron Løvenvold hergestellt, der außerdem zu einem der ältesten und angesehensten norwegischen Adelshäuser gehört. Dieser hat aber durch mehrere riskante Spekulationsgeschäfte große Schulden angehäuft und will daher eine wertvolle chinesische Vase der Ming-Dynastie aus dem Familienbesitz an einen dänischen Finanzmakler und Geschäftsmann verkaufen und außerdem noch den Versicherungswert dafür kassieren. Da die Familie des Barons von diesem illegalen Geschäft nichts erfahren darf, soll Egon einen Einbruch vortäuschen und dabei die Vase verschwinden lassen.
Die Vase befindet sich im Osloer Stadtpalais des Barons und wird dort in einem speziellen Tresor aufbewahrt, der das Meisterstück des deutschen Tresorbauers Frantz Jäger aus Berlin aus dem Jahr 1781 gewesen ist.
Der Olsenbande gelingt es ohne größere Probleme, die Vase aus dem historischen Panzerschrank des Barons zu entfernen. Bei der Übergabe wird jedoch Egon wieder einmal um seinen verdienten Anteil gebracht. Der Diener Fritz lässt am vereinbarten Ort die Vase einfach fallen und verschwindet. Zum gleichen Zeitpunkt kommt aber auch die Polizei mit heulender Sirene angefahren, worauf Benny und Kjell sofort in Panik fliehen. Egon Olsen wird als vermeintlicher Dieb der Vase verhaftet und muss wieder zurück ins Botsfengselet. Später stellt sich heraus, dass Egon bloß eine billige Hongkong-Kopie der wertvollen Ming-Vase gestohlen hatte.
Benny und Kjell versuchen sich in der Zwischenzeit mit einem kleinen Einbruch in einen Krämerladen, um dort einen Tresor mittels eines Schneidbrenners zu öffnen. Durch Bennys Unvorsichtigkeit mit dem Schneidbrenner entfacht er einen Brand im Laden, was die Sprinkleranlage auslöst. So kommen schließlich Benny und Kjell wie begossene Pudel und ohne Beute nach Hause. Valborg ist nun erst recht von den beiden Versagern genervt, aber auch in großer Sorge um die Zukunft des jungen Brautpaares. Sie macht sich daher auf, um auf dem Amtsweg Egons Freilassung aus dem Gefängnis zu bewirken. Valborg erreicht schließlich ihr Ziel bei einem Gefängnispsychologen, der Egon letztendlich unter Auflagen freilässt, aber dafür Valborg zu seinem Vormund macht.
Olsen sinnt nun auf Rache und weiht dazu Kjell und Benny in seinen Plan ein. Um in das Schloss des Barons zu kommen, geben sie sich als Köche ihres vorgeblichen Unternehmens Olsen-Catering aus, um angeblich die große Party des Barons mit auszurichten. Auf diesem Weg verschaffen sie sich Zugang zum Schloss des Barons, wo der inoffizielle Verkauf der Mingvase für 1,5 Millionen Kronen stattfinden soll. Über einen alten unterirdischen Geheimgang gelangt Egon direkt zum Tresor des Barons. Egons Ziel ist es, die echte Vase gegen eine wertlose Kopie auszutauschen und jene anschließend zu verkaufen. Zunächst scheint der Plan zu gelingen, jedoch tappt Egon mit der Vase auf der Flucht in eine Falle in einem Burgverlies. Olsen  wird von Fritz, dem Leibwächter des Barons, lebendig in eine Gruft eingemauert. Erst in letzter Sekunde kann Olsen noch von Benny und Kjell gerettet werden.
Trotz dieser Niederlage hat Egon sofort einen neuen Plan parat. Nach der Übergabe der Vase will der Baron mit seinem dänischen Gast, dem Herrn von Mengel, einer Aufführung eines Gastspieles von Friedrich Kuhlaus Elverhøj im Nationaltheater von Oslo beiwohnen. Während die Ouvertüre gespielt wird, kann sich die Olsenbande im Takt der Musik durch die einzelnen Aufenthaltsräume des Theaterpersonals, die alle durch stabile Wände getrennt sind, mit Hilfe von Bohrern, Brecheisen und Sprengsätzen den Weg bis in den Zuschauerraum freimachen, wo sie die Vase und den roten Geldkoffer mit den 1.500.000 Kronen unbemerkt ihren Bewachern abnehmen können.
Zu guter Letzt heiratet Basse seine Verlobte Gry, die schon bald ein Kind von ihm erwartet, in der Kampener Kirche ihres Osloer Wohngebietes. Dieser Hochzeit wohnt auch die Olsenbande bei. Anschließend fährt Egon gemeinsam mit dem jungen Brautpaar und der echten Ming-Vase zur Polizei, da auf das wertvolle Stück eine Belohnung ausgesetzt ist. Gry lässt jedoch die Vase im Polizeipräsidium versehentlich fallen, so dass sie unwiederbringlich verloren geht. Außerdem gelingt es ihr unbemerkt, den Koffer für ihre Hochzeitsreise mit Egons Geldkoffer zu vertauschen. Während das junge Brautpaar also mit sehr viel Reisegeld nach Mallorca aufbricht, bleibt Egon nichts mehr übrig, als freiwillig ins Gefängnis zurückzukehren, um dort einen neuen Plan auszutüfteln. Schlussendlich wird wider Erwarten Kriminalkommissar Hermansen mit dem St. Olavs Orden ausgezeichnet.

## Entstehungsgeschichte
Eigentlich hätte in Norwegen als siebenter Olsen-Film eine Neuverfilmung zu dem Drehbuch von Die Olsenbande stellt die Weichen angestanden. Diesen Film übersprang man hier zunächst und drehte dafür ein Remake des achten dänischen Olsenbanden-Filmes – Die Olsenbande sieht rot. Deshalb wurden hier beide Filme fast zeitgleich produziert und beide Banden benutzten fast parallel die gleichen Filmkulissen. Dazu gehörten außer der gemeinsam genutzten Außenkulisse des Schlosses Vallø auch die Innenkulissen, die zum Teil im Nordisk-Film-Studio von Valby eingerichtet wurden. Das betrifft insbesondere den Schlosskeller und die Szenen innerhalb des Theaters. Die Konzertaufnahmen wurden im Königlichen Theater von Kopenhagen gedreht und für den dänischen sowie für den norwegischen Olsenbandenfilm übernommen. Die Ouvertüre zu Elverhøj für die berühmte Szene im Theater wurde eher zufällig gewählt. Der dänische Regisseur Erik Balling hörte bei sich zu Hause im Radio die Olsenbandenmelodie und gleich danach wurde die Ouvertüre zu Elverhøj gespielt. „Als ich die beiden Melodien gleich nacheinander im Radio spielen hörte, hatte ich es. Wir konnten die Szenen im Königlichen Theater während der Ouvertüre zu Elverhøj machen“.
Diese Idee geht vermutlich ursprünglich auf die Verfilmungen von Der Mann, der zuviel wußte von Alfred Hitchcock aus den Jahren 1934 und 1956 zurück.

## Kritiken
„Einer der besseren Filme - Dieser Film nun ist wahrscheinlich einer der besseren der Serie. Die Regie zeigt mitunter einen Anflug von Leben, die Kamera ist nicht die ganze Zeit wie in dem Boden verwurzelt, und es gibt einige erfrischende schauspielerische Leistungen zu sehen (Helge Reiss, Sverre Wilberg).“

„Eine der besseren Farcen - aber zu Dänisch  - Wie schon so oft zuvor, kann man ruhig sagen, dass die Anhänger eleganter Komödien gut daran täten, sich von den festen Bahnen der Olsenbande fernzuhalten. Hier setzt man immer noch auf die einfache und leicht fassliche Komik der Farce. Dieselbe hat zwar auch ihre Berechtigung, aber unter denselben Voraussetzungen: Sie muss gut gemacht sein. In diesem Film über die Olsenbande schimmert es allzu deutlich durch, dass er die norwegische Kopie eines dänischen Originalwerks ist. Um es vornehm auszudrücken. Unbestreitbar hätte der Film auf eine erfinderische Art gemacht werden können. Denn hier gibt es etliche angestrengte Situationen und steif abfotografierte Szenen. Aber nichtsdestotrotz: Diesmal hat Knut Bohwim jedenfalls eine der besseren Farcen dieser unerschöpflichen Serie abgeliefert.“